# Jayne Mansfield 1967
Jayne Mansfield 1967 est un roman de Simon Liberati publié le 24 août 2011 aux éditions Grasset et ayant obtenu la même année le prix Femina.

## Historique
Jayne Mansfield 1967 est publié par l'éditeur Jérôme Béglé dans la collection « Ceci n'est pas un fait divers » des éditions Grasset. Il est récompensé par le prix Femina le 7 novembre 2011 au premier tour de scrutin par neuf voix contre trois à Un amour de frère de Colette Fellous.
Le roman se vend à 35 000 exemplaires, nombre de ventes jugé « décevant » par l'éditeur ; un texte récompensé par le Fémina s'écoulant en moyenne à 155 000 exemplaires,. Le retour des lecteurs évoque un texte « froid », « clinique », « morbide » - termes qui, selon le journaliste David Caviglioli, peuvent sembler élogieux.

## Résumé
Jayne Mansfield meurt le 29 juin 1967 sur une route de Louisiane. L'auteur retrace les derniers jours de l'actrice sex-symbol.

## Éditions
- Jayne Mansfield 1967, Grasset, 2011  (ISBN 2246771811).